# Мирослав (град)
Мирослав (на чешки: Miroslav; на немски: Mißlitz) е град в Южноморавския край на Чехия. Населението на града през 2012 година е 2909. За първи път се споменава през 1222 г., когато между римския папа и краля на Чехия Отокар II е сключен договор (конкордат).
Развита е винената промишленост.
Забележителности: Мирославският замък, католическа църква, евангелска църква, еврейско гробище, камбанария, Мирославските хълмове (природен паметник).